# Сквер Девичьего поля
Сквер Де́вичьего по́ля — небольшой парк Москвы, имеющий в плане форму треугольника, расположен недалеко от Садового кольца между Большой Пироговской улицей, улицей Еланского, улицей Плющиха и проездом Девичьего Поля.
Прежнее название — Самсонов луг. Своим новым названием поле обязано Новодевичьему монастырю, к которому эта местность примыкала и которому была пожалована царским указом 1685 года. Существуют, однако, другие версии: первая напоминает нам о временах татаро-монгольского ига, возможно, именно здесь собирали девиц, которых забирали в плен. По другой версии на этом поле посадские девушки пасли коров, а летними вечерами устраивали игры, водили хороводы.
В 1765—1771 годах недалеко от сквера, на Девичьем поле стоял казённый театр, в котором летом и в праздничные дни давались бесплатные представления. После эпидемии чумы в 1771 году представления не возобновлялись. Традиции народных гуляний стали развиваться после переноса сюда рождественских и пасхальных гуляний из-под Новинского.
Современный сквер разбит в 1948 году архитектором М. П. Коржевым в соавторстве с Б. В. Белозерским и С. В. Чаплиной. В сквере установлены три памятника: Л. Н. Толстому (скульптор А. М. Портянко, архитекторы В. П. Соколов, В. В. Богданов),  Н. Ф. Филатову, одному из основоположников педиатрии в России. На гранитном пьедестале надпись: «Другу детей Нилу Федоровичу Филатову». Этот памятник был поставлен в 1960 году по проекту скульптора В. Е. Цигаля. В 2014 году к этим памятникам был прибавлен ещё один - «Памятник лётчикам Дальней авиации», он создан скульптором Салаватом Щербаковым и архитектором Игорем Воскресенским. 
В сквере располагается фонтан, отреставрированный в апреле 2024 года специалистами ГБУ  «Гормост», который выполняет функции вентиляционного киоска подземных коммуникаций Академии им. Фрунзе.

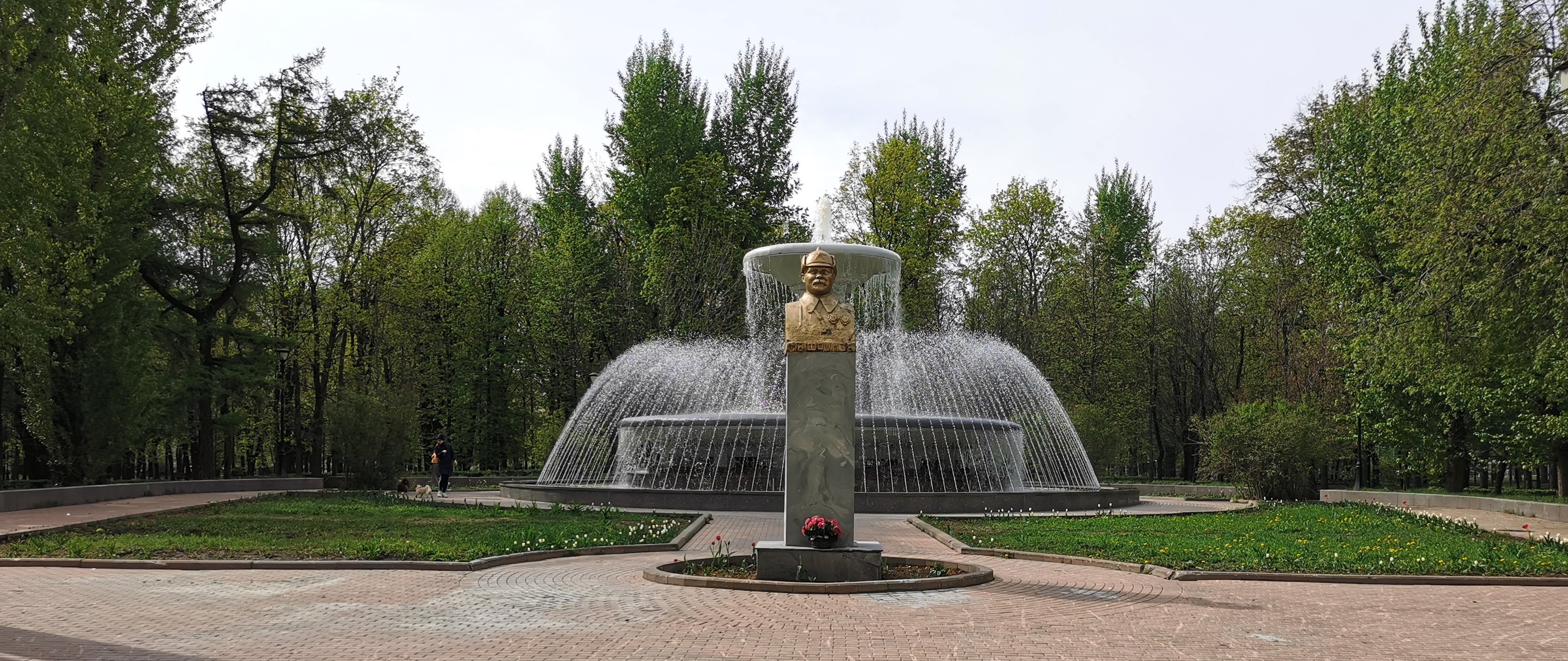
Фонтан

Рядом со сквером расположен Первый медицинский институт им. И. М. Сеченова. Со стороны улицы Еланского рядом со сквером находятся клиника акушерства и гинекологии Первого мединститута и храм Михаила Архангела при клиниках на Девичьем поле.
Ближайшая станция метро — «Фрунзенская».

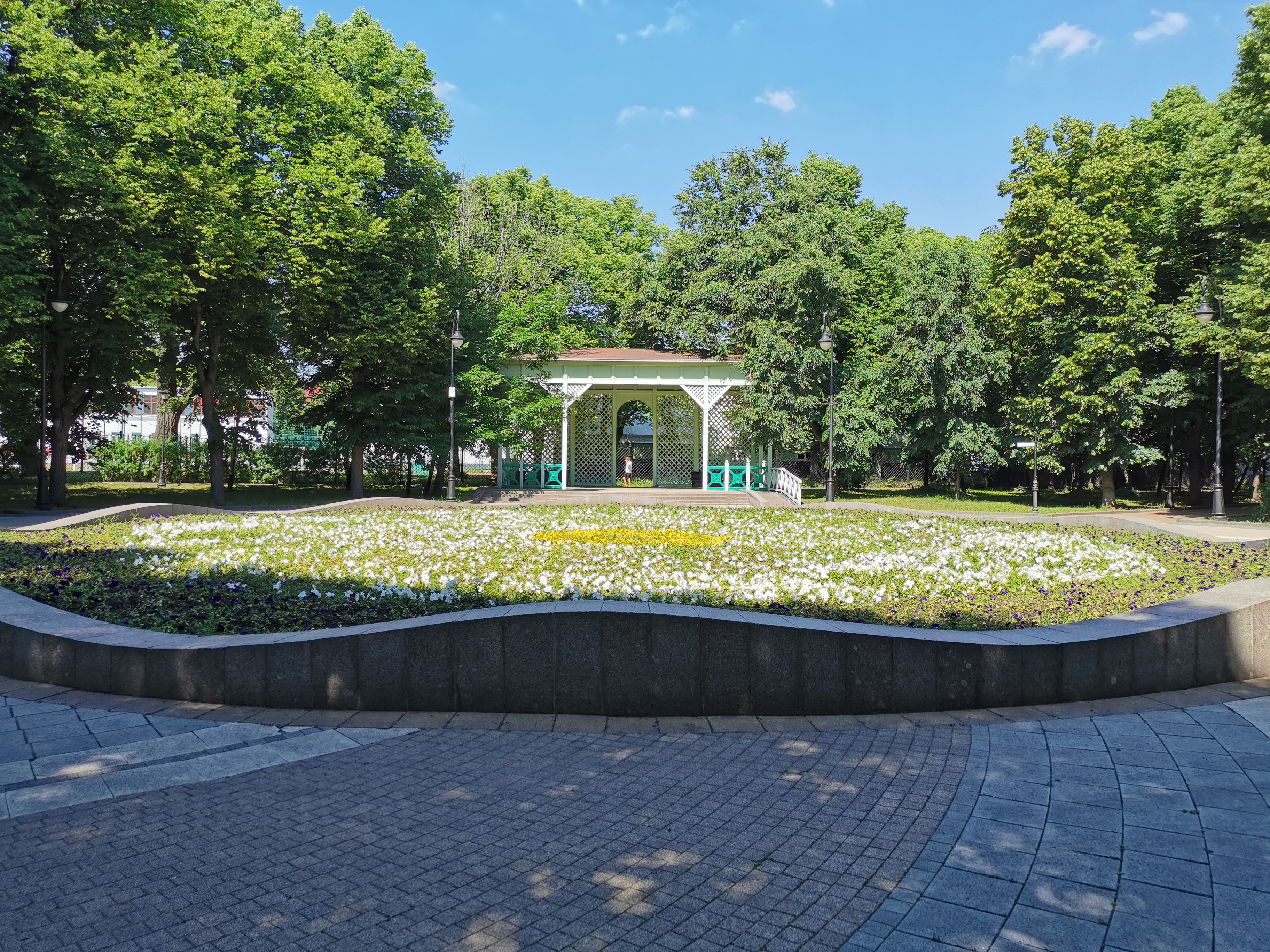
Центральная клумба и беседка

## Памятники в сквере
- Памятник Льву Толстому
- Памятник Н. Ф. Филатову
- Памятник М. В. Фрунзе
- Памятник Дальней авиации (Москва)